# Műugrás a 2014-es úszó-Európa-bajnokságon
2014. augusztus 18. és augusztus 24. között került megrendezésre Berlinben az úszó, műúszó, műugró és nyílt vízi úszó-Európa-bajnokság.

## A versenyszámok időrendje
Az Európa-bajnokság eseményei helyi idő szerint:
| augusztus 18., hétfő | augusztus 19., kedd                   | augusztus 20., szerda                     | augusztus 21., csütörtök      | augusztus 22., péntek                  | augusztus 23., szombat             | augusztus 24., vasárnap   |
| -------------------- | ------------------------------------- | ----------------------------------------- | ----------------------------- | -------------------------------------- | ---------------------------------- | ------------------------- |
|                      | 10:00 Férfiak 1 m (selejtező)         | 10:00 Nők 1 m (selejtező)                 |                               | 10:00 Nők torony (selejtező)           | 10:00 Férfiak torony (selejtező)   |                           |
|                      | 12:00 Nők torony szinkron (selejtező) | 12:00 Férfiak torony szinkron (selejtező) | 12:00 Férfiak 3 m (selejtező) | 12:00 Férfiak 3 m szinkron (selejtező) | 12:00 Nők 3 m szinkron (selejtező) | 12:00 Nők 3 m (selejtező) |
| 14:30 csapatverseny  | 14:00 Férfiak 1 m (döntő)             | 14:00 Nők 1 m (döntő)                     |                               | 14:00 Nők torony (döntő)               | 14:00 Férfiak torony (döntő)       |                           |
|                      | 16:00 Nők torony szinkron (döntő)     | 16:00 Férfiak torony szinkron (döntő)     | 16:00 Férfiak 3 m (döntő)     | 16:00 Férfiak 3 m szinkron (döntő)     | 18:00 Nők 3 m szinkron (döntő)     | 18:00 Nők 3 m (döntő)     |

## A versenyen részt vevő országok
Az EB-n 20 nemzet 91 műugrója – 47 férfi és 44 nő – vett részt, az alábbi megbontásban:
| Részt vevő nemzetek férfi / nő megbontásban | Részt vevő nemzetek férfi / nő megbontásban | Részt vevő nemzetek férfi / nő megbontásban | Részt vevő nemzetek férfi / nő megbontásban | Részt vevő nemzetek férfi / nő megbontásban | Részt vevő nemzetek férfi / nő megbontásban | Részt vevő nemzetek férfi / nő megbontásban | Részt vevő nemzetek férfi / nő megbontásban | Részt vevő nemzetek férfi / nő megbontásban | Részt vevő nemzetek férfi / nő megbontásban | Részt vevő nemzetek férfi / nő megbontásban | Részt vevő nemzetek férfi / nő megbontásban |
| ------------------------------------------- | ------------------------------------------- | ------------------------------------------- | ------------------------------------------- | ------------------------------------------- | ------------------------------------------- | ------------------------------------------- | ------------------------------------------- | ------------------------------------------- | ------------------------------------------- | ------------------------------------------- | ------------------------------------------- |
| nemzet                                      | F                                           | N                                           | nemzet                                      | F                                           | N                                           | nemzet                                      | F                                           | N                                           | nemzet                                      | F                                           | N                                           |
| Ausztria                                    | 2                                           | 0                                           | Görögország                                 | 2                                           | 2                                           | Magyarország                                | 2                                           | 3                                           | Románia                                     | 1                                           | 2                                           |
| Egyesült Királyság                          | 4                                           | 3                                           | Grúzia                                      | 1                                           | 0                                           | Németország                                 | 4                                           | 5                                           | Spanyolország                               | 1                                           | 1                                           |
| Fehéroroszország                            | 3                                           | 1                                           | Hollandia                                   | 2                                           | 3                                           | Norvégia                                    | 2                                           | 0                                           | Svájc                                       | 0                                           | 1                                           |
| Finnország                                  | 1                                           | 3                                           | Lengyelország                               | 2                                           | 0                                           | Olaszország                                 | 4                                           | 4                                           | Svédország                                  | 2                                           | 1                                           |
| Franciaország                               | 4                                           | 3                                           | Litvánia                                    | 0                                           | 2                                           | Oroszország                                 | 5                                           | 5                                           | Ukrajna                                     | 5                                           | 5                                           |

F = férfi, N = nő

## Éremtáblázat
| #        | nemzet             | arany | ezüst | bronz | összesen |
| 1        | Oroszország        | 5     | 3     | 0     | 8        |
| 2        | Németország        | 3     | 3     | 4     | 10       |
| 3        | Olaszország        | 2     | 2     | 0     | 4        |
| 4        | Egyesült Királyság | 1     | 1     | 0     | 2        |
| 5        | Ukrajna            | 0     | 1     | 5     | 6        |
| 6        | Fehéroroszország   | 0     | 1     | 0     | 1        |
| 7        | Franciaország      | 0     | 0     | 1     | 1        |
| 7        | Magyarország       | 0     | 0     | 1     | 1        |
| összesen | összesen           | 11    | 11    | 11    | 33       |

## Versenyszámok

### Csapatverseny
| # | Ország      | Versenyző                            | Pontok |
| - | ----------- | ------------------------------------ | ------ |
|   | Oroszország | Nagyezsda Bazsina / Viktor Minibajev | 416,90 |
|   | Ukrajna     | Julija Prokopcsuk / Oleksandr Bondar | 409,75 |
|   | Németország | Tina Punzeli / Sascha Klein          | 390,95 |

### Férfiak

#### 1 méteres műugrás
| # | Ország        | Versenyző           | Selejtező | Selejtező | Döntő   | Döntő  |
| # | Ország        | Versenyző           | Rangsor   | Pontok    | Rangsor | Pontok |
| - | ------------- | ------------------- | --------- | --------- | ------- | ------ |
|   | Németország   | Patrick Hausding    | 2.        | 388,60    | 1.      | 428,65 |
|   | Oroszország   | Jevgenyij Kuznyecov | 1.        | 398,75    | 2.      | 422,40 |
|   | Franciaország | Matthieu Rosset     | 5.        | 373,35    | 3.      | 420,10 |

#### 3 méteres műugrás
| # | Ország      | Versenyző        | Selejtező | Selejtező | Döntő   | Döntő  |
| # | Ország      | Versenyző        | Rangsor   | Pontok    | Rangsor | Pontok |
| - | ----------- | ---------------- | --------- | --------- | ------- | ------ |
|   | Németország | Patrick Hausding | 2.        | 465,20    | 1.      | 487,85 |
|   | Oroszország | Ilja Zaharov     | 1.        | 469,40    | 2.      | 483,20 |
|   | Ukrajna     | Illja Kvasa      | 6.        | 431,35    | 3.      | 477,20 |

#### 3 méteres szinkronugrás
| # | Ország      | Versenyző                            | Selejtező | Selejtező | Döntő   | Döntő  |
| # | Ország      | Versenyző                            | Rangsor   | Pontok    | Rangsor | Pontok |
| - | ----------- | ------------------------------------ | --------- | --------- | ------- | ------ |
|   | Oroszország | Ilja Zaharov / Jevgenyij Kuznyecov   | 1.        | 436,41    | 1.      | 464,64 |
|   | Németország | Patrick Hausding / Stephan Feck      | 2.        | 413,97    | 2.      | 438,15 |
|   | Ukrajna     | Olekszandr Horskovozov / Illja Kvasa | 3.        | 408,39    | 3.      | 433,98 |

#### 10 méteres toronyugrás
| # | Ország             | Versenyző        | Selejtező | Selejtező | Döntő   | Döntő  |
| # | Ország             | Versenyző        | Rangsor   | Pontok    | Rangsor | Pontok |
| - | ------------------ | ---------------- | --------- | --------- | ------- | ------ |
|   | Oroszország        | Viktor Minibajev | 1.        | 517,90    | 1.      | 586,10 |
|   | Egyesült Királyság | Thomas Daley     | 3.        | 502,25    | 2.      | 535,45 |
|   | Németország        | Sascha Klein     | 2.        | 512,10    | 3.      | 530,90 |

#### 10 méteres szinkronugrás
| # | Ország           | Versenyző                          | Selejtező | Selejtező | Döntő   | Döntő  |
| # | Ország           | Versenyző                          | Rangsor   | Pontok    | Rangsor | Pontok |
| - | ---------------- | ---------------------------------- | --------- | --------- | ------- | ------ |
|   | Németország      | Patrick Hausding / Sascha Klein    | 1.        | 420,48    | 1.      | 461,46 |
|   | Fehéroroszország | Vadzim Kaptur / Jauheni Karaliu    | 3.        | 384,66    | 2.      | 421,80 |
|   | Ukrajna          | Olekszandr Bondar / Makszim Dolgov | 4.        | 366,84    | 3.      | 415,17 |

### Nők

#### 1 méteres műugrás
| # | Ország      | Versenyző        | Selejtező | Selejtező | Döntő   | Döntő  |
| # | Ország      | Versenyző        | Rangsor   | Pontok    | Rangsor | Pontok |
| - | ----------- | ---------------- | --------- | --------- | ------- | ------ |
|   | Olaszország | Tania Cagnotto   | 1.        | 292,90    | 1.      | 289,30 |
|   | Oroszország | Krisztina Ilinih | 3.        | 273,05    | 2.      | 288,55 |
|   | Németország | Tina Punzel      | 4.        | 263,90    | 3.      | 286,70 |

#### 3 méteres műugrás
| # | Ország      | Versenyző         | Selejtező | Selejtező | Döntő   | Döntő  |
| # | Ország      | Versenyző         | Rangsor   | Pontok    | Rangsor | Pontok |
| - | ----------- | ----------------- | --------- | --------- | ------- | ------ |
|   | Oroszország | Nagyezsda Bazsina | 3.        | 309,45    | 1.      | 322,80 |
|   | Olaszország | Tania Cagnotto    | 1.        | 321,45    | 2.      | 318,25 |
|   | Németország | Nora Subschinski  | 7.        | 293,85    | 3.      | 317,90 |

#### 3 méteres szinkronugrás
| # | Ország      | Versenyző                          | Selejtező | Selejtező | Döntő   | Döntő  |
| # | Ország      | Versenyző                          | Rangsor   | Pontok    | Rangsor | Pontok |
| - | ----------- | ---------------------------------- | --------- | --------- | ------- | ------ |
|   | Olaszország | Tania Cagnotto / Francesca Dallapé | 1.        | 306,60    | 1.      | 328,50 |
|   | Németország | Tina Punzel / Nora Subschinski     | 4.        | 289,50    | 2.      | 313,50 |
|   | Ukrajna     | Olena Fedorova / Hanna Piszmenszka | 2.        | 298,80    | 3.      | 307,20 |

#### 10 méteres toronyugrás
| # | Ország             | Versenyző         | Selejtező | Selejtező | Döntő   | Döntő  |
| # | Ország             | Versenyző         | Rangsor   | Pontok    | Rangsor | Pontok |
| - | ------------------ | ----------------- | --------- | --------- | ------- | ------ |
|   | Egyesült Királyság | Sarah Barrow      | 3.        | 310,70    | 1.      | 363,70 |
|   | Olaszország        | Bátki Noémi       | 9.        | 275,70    | 2.      | 346,40 |
|   | Ukrajna            | Julija Prokopcsuk | 1.        | 317,90    | 3.      | 341,35 |

#### 10 méteres szinkronugrás
| # | Ország       | Versenyző                                  | Selejtező | Selejtező | Döntő   | Döntő  |
| # | Ország       | Versenyző                                  | Rangsor   | Pontok    | Rangsor | Pontok |
| - | ------------ | ------------------------------------------ | --------- | --------- | ------- | ------ |
|   | Oroszország  | Jekatyerina Petuhova / Julija Tyimosinyina | 2.        | 303,39    | 1.      | 314,70 |
|   | Németország  | Maria Kurjo / My Phan                      | 1.        | 305,67    | 2.      | 290,01 |
|   | Magyarország | Kormos Villő / Reisinger Zsófia            | 3.        | 280,68    | 3.      | 279,48 |